# Le tre ragazze
Le tre ragazze (titolo originale Invitation to Murder), pubblicato in Italia anche con il titolo Nero Wolfe contro 3 ragazze 3 è la diciannovesima novella gialla di Rex Stout con Nero Wolfe protagonista.

## Storia editoriale
Il racconto fu pubblicato per la prima volta con il titolo di Will to Murder nel numero di agosto 1953 sulla rivista The American Magazine e in formato libro nella raccolta Three Men Out nel 1954.

## Trama
Un cliente, Herman Lewent, assume Wolfe perché valuti le intenzioni matrimoniali del suo ricco cognato. Sua sorella, morta improvvisamente un anno prima per avvelenamento da cibi guasti, era l'erede del patrimonio di famiglia. A Lewent veniva passato solo un assegno mensile di mille dollari; ha cercato invano di convincere il cognato a intestargli una parte del capitale. Ora ci sono tre ragazze che lavorano e vivono nella stessa casa e Lewent teme che il cognato voglia sposare una di loro, il che metterebbe a rischio la sua rendita. Archie si reca a indagare sul posto con un pretesto, ma dopo qualche tempo trova il cliente morto, assassinato nella sua stanza. Umiliato e furioso per l'omicidio commesso sotto il suo naso, Archie con l'inganno convince allora Wolfe a lasciare la casa di arenaria e ad identificare l'omicida prima che intervenga la polizia.

### Personaggi principali
- Nero Wolfe: investigatore privato
- Archie Goodwin: assistente di Nero Wolfe e narratore di tutte le storie
- Herman Lewent: cliente di Nero Wolfe
- Theodore Huck: cognato di Herman
- Cassie O'Shea: governante
- Sylvia Nurcy: infermiera
- Dorothy Riff: segretaria
- Paul Thayer: nipote di Theodore
- Mandelbaum: vice procuratore distrettuale
- Boyle: vice alto commissario
- Cramer: ispettore della Squadra Omicidi
- Purley Stebbins: sergente della Squadra Omicidi

## Critica
"Wolfe risolve l'omicidio e, per buona misura, anche il mistero della morte della sorella della vittima. Wolfe, per smascherare l'assassino, usa ragionamento deduttivo, osservazioni acute e un trucco. Gli indizi sono collocati lealmente. I personaggi sono ben delineati, ma il ritmo è lento."
"La quantità di misteri proposta in una novella come Invitation to Murder è notevole. Inizia con un mistero proposto per la soluzione a Wolfe: quale delle tre donne sta avendo una relazione con un milionario? La storia procede poi aggiungendo il mistero di un omicidio. Poi viene proposto un terzo mistero. Infine, durante la soluzione di Wolfe, la sua catena di deduzioni risulta in un quarto mistero che viene brevemente fatto balenare davanti al lettore. Questo mistero finale diventa l'enigma più importante della storia [...] Questa pletora di situazioni misteriose è molto soddisfacente.

## Edizioni
- Rex Stout, Nero Wolfe in Le tre ragazze, traduzione di Laura Grimaldi, collana I romanzi brevi di Rex Stout (n. 7), Arnoldo Mondadori Editore, 1983,  p. 204.
- Rex Stout, Nero Wolfe contro 3 ragazze 3, traduzione di Laura Grimaldi, collana I gialli di Epoca, Arnoldo Mondadori Editore, 1960,  p. 14.